# Liste des ministres sud-africains de l'Eau
Les ministres de l'Eau (ou de l'hydrologie) d'Afrique du Sud sont compétents pour tous les sujets relevant de la gestion de l'accès et de la ressource en eau ainsi que des installations sanitaires.
Le département ministériel de l'eau a été créé en 1912 et d'abord géré par le ministère des terres.
Ses premiers titulaires prirent le titre de ministres de l'irrigation et furent chargés des barrages nationaux.
Parfois associés ou dissociés du ministère des terres, des forêts ou de celui de l'agriculture, le département ministériel de l'hydrologie a gagné progressivement en autonomie. En 2009, il a été amalgamé avec le ministère de l'environnement dans le département de l'eau et des affaires environnementales (Water and Environmental Affairs).
Depuis mai 2014, il est de nouveau autonome en tant que ministère de l'Eau (hydrologie) et de l'Assainissement.
Il est situé au 185 Francis Baard Street (Schoeman Str) à Pretoria.

## Liste des ministres sud-africains de l'irrigation puis de l'eau
Jusqu'en 1928, le ministre responsable des affaires de l'eau était le ministre des terres. 
| #   | Nom du ministre         |  | Nom du Ministère                                                    | période     | parti |
| --- | ----------------------- |  | ------------------------------------------------------------------- | ----------- | ----- |
| 1.  | Ernest George Jansen    |  | Ministre de l'irrigation                                            | 1928 - 1933 | NP    |
| 2.  | Deneys Reitz            |  | Ministre des terres et de l'irrigation                              | 1933 - 1935 | UP    |
| 3.  | Jan Kemp                |  | Ministre des terres                                                 | 1935 - 1939 | UP    |
| 4.  | Andrew Meintjes Conroy  |  | Ministre des terres et de l'irrigation                              | 1939 - 1948 | UP    |
| 5.  | Johannes Strijdom       |  | Ministre des terres et de l'irrigation                              | 1948 - 1954 | NP    |
| 6.  | Paul Sauer              |  | Ministre des terres et de l'eau                                     | 1954-1958   | NP    |
| 7.  | P. K. Le Roux           |  | Ministre des affaires de l'eau et des services techniques agricoles | 1958 - 1966 | NP    |
| 8.  | Jacobus Johannes Fouché |  | Ministre de l'agriculture et de l'eau                               | 1966 - 1968 | NP    |
| 9.  | D.C.H. Uys              |  | Ministre de l'agriculture et de l'eau                               | 1968        | NP    |
| 10. | Fanie Botha             |  | Ministre de l'eau et des forêts                                     | 1968 - 1976 | NP    |
| 11. | Abraham Raubenheimer    |  | Ministre de l'eau et des forêts                                     | 1976 - 1981 | NP    |
| 12. | Cornelis van der Merwe  |  | Ministre de l'eau et des forêts                                     | 1981 - 1982 | NP    |

De 1982 à 1986, le département ministériel de l'eau est intégré dans le ministère de l'environnement et de la pêche sous la tutelle de Sarel Hayward.
| #   | Nom du ministre   |  | Nom du Ministère | période                                         | parti |
| --- | ----------------- |  | --- | ----------------------------------------------- | ----- |
| 13. | John Wiley        |  | Ministre de l'environnement et de l'eau                                                                              | 1986 - 1987                                     | NP    |
| 14. | Gert Kotzé        |  | Ministre de l'environnement et de l'eau Ministre des eaux et forêts                                                  | 31 mai 1987 - 12 novembre 1990 1990 - 1991      | NP    |
| 15. | Magnus Malan      |  | Ministre des eaux et forêts                                                                                          | 1991 - 1994                                     | NP    |
| 16. | Japie van Wyk     |  | Ministre des Affaires environnementales et de l'Eau Ministre des Affaires environnementales, de l'Eau et de la Forêt | 1er avril 1993 - 31 décembre 1993 - 11 mai 1994 | NP    |
| 17. | Kader Asmal       |  | Ministre des eaux et forêts                                                                                          | 11 mai 1994 - juin 1999                         | ANC   |
| 18. | Ronnie Kasrils    |  | Ministre des eaux et forêts                                                                                          | 1999 - 2004                                     | ANC   |
| 19. | Buyelwa Sonjica   |  | Ministre des eaux et forêts                                                                                          | 2004-2006                                       | ANC   |
| 20. | Lindiwe Hendricks |  | Ministre des eaux et forêts                                                                                          | 2006-2009                                       | ANC   |
| 21. | Buyelwa Sonjica   |  | Ministre de l'eau et de l’environnement                                                                              | 10 mai 2009 - 1er novembre 2010                 | ANC   |
| 22. | Edna Molewa       |  | Ministre de l'eau et de l’environnement                                                                              | 1er novembre 2010 - 25 mai 2014                 | ANC   |
| 23. | Nomvula Mokonyane |  | Ministre de l'eau et de l'assainissement                                                                             | 25 mai 2014 - 28 février 2018                   | ANC   |
| 24. | Gugile Nkwinti    |  | Ministre de l'eau et de l'assainissement                                                                             | 28 février 2018 - 30 mai 2019                   | ANC   |
| 25. | Lindiwe Sisulu    |  | Ministre de l'Habitat, de l'eau et de l'assainissement                                                               | 30 mai 2019 - 5 août 2021                       | ANC   |
| 26. | Senzo Mchunu      |  | Ministre de l'eau et de l'assainissement                                                                             | 5 août 2021 - 16 juin 2024                      | ANC   |
| 27. | Pemmy Majodina    |  | Ministre de l'eau et de l'assainissement                                                                             | depuis le 3 juillet 2024                        | ANC   |